# Ptychocheilus lucius
Ptychocheilus lucius és una espècie de peix cipriniforme de la família dels ciprínids.

## Morfologia
Els mascles poden assolir els 180 cm de longitud total.

## Distribució geogràfica
Es troba a Nord-amèrica: Estats Units (Wyoming, Colorado, Utah, Nou Mèxic, Arizona, Nevada i Califòrnia) i Mèxic.